# Тік (станція)
Тік — проміжна залізнична станція Криворізької дирекції Придніпровської залізниці на електрифікованій лінії Апостолове — Запоріжжя II між станціями Апостолове (24 км) та Підстепне (9 км). Розташована в однойменному селищі Криворізького району Дніпропетровської області.

## Пасажирське сполучення
На станції Тік зупиняються приміські електропоїзди Криворізького та Нікопольського напрямків.